# Минокоп
Минокопите (Umbrina cirrosa) са вид актиноптери от семейство Минокопови (Sciaenidae).
Те са уязвим вид.
Таксонът е описан за пръв път от Карл Линей през 1758 година.